# Håvard Tveite
Håvard Tveite (* 5. März 1962; † 30. Mai 2021) war ein norwegischer Orientierungsläufer.
Tveite gewann 1987 und 1989 zwei WM-Titel mit der Staffel. 1990 und 1992 wurde er mit der norwegischen Staffel Nordischer Meister. Sein größter Einzelerfolg war der Sieg des Gesamt-Weltcups 1990 vor den Schweden Niklas Löwegren und Jörgen Mårtensson. Zuvor hatte er 1988 hinter Øyvin Thon und Mårtensson den dritten Platz im Gesamt-Weltcup belegt.
Bei Weltmeisterschaften gewann er neben zwei Goldmedaillen und je einer Silber- und einer Bronzemedaille mit der Staffel 1989 auch eine Bronzemedaille über die lange Einzelstrecke beim Sieg seines Landsmannes Petter Thoresen. Ein Jahr später wurde er auf der dänischen Insel Fanø Zweiter hinter dem Dänen Allan Mogensen.
Tveite startete für die Vereine Ås IL und NTHI. Mit NTHI gewann er 1989 und 1990 die Jukola. Bei norwegischen Meisterschaften war er zwischen 1985 und 2002 insgesamt 20 mal erfolgreich.

## Platzierungen
| Weltmeisterschaften  | Kurz | Lang | Staffel |
| -------------------- | ---- | ---- | ------- |
| 1987 Gérardmer       |      | 6.   | 1.      |
| 1989 Skövde          |      | 3.   | 1.      |
| 1991 Mariánské Lázně | 36.  | 7.   | 2.      |
| 1993 West Point      | 9.   | 26.  | 6.      |
| 1995 Detmold         | 19.  |      | 4.      |
| 1997 Grimstad        |      |      | 3.      |

| Nord. Meisterschaften    | Kurz | Lang | Staffel |
| ------------------------ | ---- | ---- | ------- |
| 1986 Saltvik             |      |      | 3.      |
| 1990 Fanø                |      | 2.   | 1.      |
| 1992 Rena                |      |      | 1.      |
| 1993 Sipoo               | 24.  | 6.   | 2.      |
| 1995 Skellefteå          | 21.  | 29.  | 2.      |
| Ergebnisse unvollständig |      |      |         |

| Gesamt-Weltcup | Gesamt-Weltcup |
| -------------- | -------------- |
| 1986           | 5.             |
| 1988           | 3.             |
| 1990           | 1.             |
| 1992           | 5.             |
| 1994           | 4.             |
| 1996           | 39.            |
| 1998           | 29.            |